# Psammostiba kenaii
Psammostiba kenaii is een keversoort uit de familie van de kortschildkevers (Staphylinidae). De wetenschappelijke naam van de soort is voor het eerst geldig gepubliceerd in 2003 door Gusarov.